# Lista de municípios do Rio Grande do Sul por PIB per capita
Esta é uma lista dos municípios do estado do Rio Grande do Sul, em ordem decrescente segundo o seu  Produto Interno Bruto per capta. Foi compilada segundo dados elaborados pelo IBGE e publicados pelo Departamento de Economia e Estatística do estado, referentes ao ano de 2019.

## Lista de municípios do Rio Grande do Sul por Produto Interno Bruto per capita
| P  | VarP | Município                  | PIB per capita 2019 | Var% |
| -- | ---- | -------------------------- | ------------------- | ---- |
| 1  | 0    | Triunfo                    | R$ 283 450          | 12.1 |
| 2  | 0    | Pinhal Grande              | R$ 174 833          | 6.7  |
| 3  | 2    | Aratiba                    | R$ 161 054          | 20.9 |
| 4  | 1    | Muitos Capões              | R$ 132 930          | 6.9  |
| 5  | 1    | Capão Bonito do Sul        | R$ 132 930          | 6.0  |
| 6  | 1    | Roque Gonzales             | R$ 115 315          | 5.5  |
| 7  | 3    | Pinhal da Serra            | R$ 113 542          | 16.5 |
| 8  | 1    | Tupandi                    | R$ 102 773          | 6.7  |
| 9  | 1    | Boa Vista do Cadeado       | R$ 101 871          | 12.3 |
| 10 | 0    | Santa Bárbara do Sul       | R$ 95 354           | 6.0  |
| 11 | 3    | Carlos Barbosa             | R$ 92 970           | 3.4  |
| 12 | 4    | Horizontina                | R$ 90 083           | 2.1  |
| 13 | 2    | Eugênio de Castro          | R$ 88 043           | 0.5  |
| 14 | 3    | Capão do Cipó              | R$ 87 850           | 5.9  |
| 15 | 2    | Água Santa                 | R$ 86 484           | 6.0  |
| 16 | 6    | Alpestre                   | R$ 85 727           | 8.1  |
| 17 | 50   | Pedras Altas               | R$ 84 539           | 47.7 |
| 18 | 3    | Imigrante                  | R$ 84 475           | 5.2  |
| 19 | 1    | Almirante Tamandaré do Sul | R$ 83 080           | 4.2  |
| 20 | 1    | Coxilha                    | R$ 79 951           | 3.2  |
| 21 | 4    | André da Rocha             | R$ 79 829           | 8.1  |
| 22 | 10   | Entre Rios do Sul          | R$ 79 713           | 11.8 |
| 23 | 3    | Não-Me-Toque               | R$ 77 534           | 1.8  |
| 24 | 1    | Santa Cruz do Sul          | R$ 75 387           | 1.5  |
| 25 | 2    | Fortaleza dos Valos        | R$ 72 745           | 6.3  |
| 26 | 14   | Santa Margarida do Sul     | R$ 71 905           | 22.8 |
| 27 | 13   | Salto do Jacuí             | R$ 71 305           | 5.5  |
| 28 | 4    | Boa Vista das Missões      | R$ 70 251           | 9.1  |
| 29 | 5    | Gentil                     | R$ 68 367           | 2.4  |
| 30 | 21   | Garibaldi                  | R$ 67 965           | 8.5  |
| 31 | 2    | São Miguel das Missões     | R$ 67 917           | 7.4  |
| 32 | 4    | Candiota                   | R$ 67 760           | 1.9  |
| 33 | 24   | Pontão                     | R$ 66 924           | 11.4 |
| 34 | 14   | Boa Vista do Incra         | R$ 66 066           | 19.3 |
| 35 | 4    | Guaíba                     | R$ 65 607           | 8.5  |
| 36 | 40   | Vila Flores                | R$ 64 866           | 18.7 |
| 37 | 0    | Esmeralda                  | R$ 64 614           | 5.8  |
| 38 | 3    | Nova Ramada                | R$ 64 609           | 7.4  |
| 39 | 4    | Dois Irmãos                | R$ 63 948           | 1.7  |
| 40 | 7    | Júlio de Castilhos         | R$ 63 846           | 9.3  |
| 41 | 2    | Cruz Alta                  | R$ 62 864           | 7.4  |
| 42 | 12   | Pejuçara                   | R$ 62 473           | 13.1 |
| 43 | 23   | Gramado                    | R$ 62 318           | 8.7  |
| 44 | 11   | Nova Santa Rita            | R$ 61 969           | 2.3  |
| 45 | 28   | Maçambará                  | R$ 61 938           | 11.6 |
| 46 | 18   | Quatro Irmãos              | R$ 61 860           | 17.0 |
| 47 | 20   | Bozano                     | R$ 61 744           | 18.5 |
| 48 | 1    | Camargo                    | R$ 61 437           | 3.5  |
| 49 | 21   | Nova Candelária            | R$ 61 357           | 8.2  |
| 50 | 12   | Westfália                  | R$ 61 267           | 5.2  |
| 51 | 13   | Colorado                   | R$ 61 256           | 9.8  |
| 52 | 11   | Quevedos                   | R$ 60 585           | 10.3 |
| 53 | 26   | Nova Bassano               | R$ 60 329           | 11.1 |
| 54 | 18   | Flores da Cunha            | R$ 60 310           | 8.0  |
| 55 | 2    | Arroio do Meio             | R$ 60 184           | 2.7  |
| 56 | 0    | Montenegro                 | R$ 60 163           | 0.1  |
| 57 | 7    | Canoas                     | R$ 59 519           | 2.4  |
| 58 | 6    | Veranópolis                | R$ 59 024           | 5.5  |
| 59 | 14   | Jóia                       | R$ 58 809           | 8.6  |
| 60 | 18   | São Martinho da Serra      | R$ 57 841           | 12.8 |
| 61 | 12   | Victor Graeff              | R$ 57 757           | 8.2  |
| 62 | 16   | Saldanha Marinho           | R$ 57 200           | 10.7 |
| 63 | 19   | Jari                       | R$ 57 148           | 11.7 |
| 64 | 33   | Presidente Lucena          | R$ 57 000           | 11.1 |
| 65 | 6    | Chuí                       | R$ 56 942           | 4.5  |
| 66 | 18   | Picada Café                | R$ 56 939           | 10.2 |
| 67 | 7    | Dois Irmãos das Missões    | R$ 56 831           | 3.3  |
| 68 | 14   | Lagoa dos Três Cantos      | R$ 56 780           | 7.1  |
| 69 | 16   | Nova Boa Vista             | R$ 56 704           | 6.5  |
| 70 | 2    | Ipiranga do Sul            | R$ 56 556           | 1.1  |